# Трансформеры: Последний рыцарь
«Трансфо́рмеры: После́дний ры́царь» (англ. Transformers: The Last Knight) — научно-фантастический боевик режиссёра Майкла Бэя. Пятая часть из серии фильмов о Трансформерах. Является продолжением фильма «Трансформеры: Эпоха истребления» (2014).
Премьера фильма в США состоялась 21 июня 2017 года в RealD 3D, IMAX 3D и 2D, а в России — 22 июня.

## Сюжет

### Пролог
В 484 году волшебник короля бриттов Артура Мерлин заключает сделку с двенадцатью рыцарями-стражами с Кибертрона. В качестве вознаграждения за сохранность их тайны пребывания на Земле волшебник просит помочь армии короля в сражении с саксами. Рыцари дают Мерлину свой артефакт — посох, происхождение которого неизвестно, и трансформируются в составного дракона. Трёхглавый гештальт летит на помощь войскам Артура. Ожесточённое сражение заканчивается поражением саксов в Битве при Бадонском холме против бриттов.

### Наши дни
Правительства практически всех стран (за исключением Кубы) объявили расу трансформеров «вне закона». Для уничтожения кибертронцев создали военную организацию — СЛТ («Служба ликвидации трансформеров»), однако трансформеры всё ещё продолжают прибывать на Землю.
Один из кибертронских звездолётов терпит крушение в Чикаго на глазах у группы детей и девушки Изабеллы, выжившей после битвы за Чикаго, а также её двух друзей-трансформеров — Сквикса и Кэнопи. Происшествие засекает один из дронов СЛТ и солдаты отряда успевают уничтожить Кэнопи. Детям помогают скрыться прибывшие Бамблби и Кейд Йегер. Кейд пытается оказать помощь раненому пилоту звездолёта, но его ранения оказываются смертельными. Перед смертью пилот пытается передать Йегеру некий талисман. Кейд отказывается, но артефакт самостоятельно находит путь к машине Йегера. Десептикон Баррикейд, выживший после битвы за Чикаго, подъезжает к звездолёту и наблюдает из укрытия за происходящим.
Отряд СЛТ задерживает Кейда. Сантос, командир отряда, начинает допрашивать Йегера, но Бамблби удаётся остановить допрос и взять Сантоса в заложники. Ситуацию помогает разрядить один из офицеров СЛТ — Уильям Леннокс, бывший союзник автоботов и бывший командир подразделения NEST. Используя свои полномочия, он требует сложить оружие и отпустить заложников. Изабелла уезжает с Кейдом в его убежище, Леннокс и Генерал Моршауэр проводят обзор операции, Баррикейд находится под наблюдением ЦРУ. Баррикейд докладывает Мегатрону, говорит, что умирающий рыцарь отдал талисман человеку, но солдат СЛТ было много, Мегатрон начинает действовать, чтобы найти посох, а Баррикейд предлагает ему использовать СЛТ в своих целях. Они узнают, что Мегатрон ищет посох, Моршауэр говорит Ленноксу, что ему и его отряду придётся работать с СЛТ. Леннокс отказывается, потому-что они не понимают, что автоботы их союзники, он и команда надеются на возвращение Оптимуса Прайма на Землю, поскольку им не по душе работать с СЛТ.
В это же время, астрономы НАСА замечают на краю Солнечной Системы таинственный объект планетарного масштаба, который стремительно движется к Земле. Объектом оказывается Кибертрон. После длительного космического полёта, Оптимус Прайм, прибыв на родную планету, обнаруживает повсюду разруху и запустение. На вопрос «Что стало с моим миром?» ему отвечает Квинтесса — колдунья, назвавшая себя «создателем» Оптимуса. Обвинив Прайма в предательстве, она рассказывает ему о происхождении того самого посоха, вручённого Мерлину, — посох, заключающий в себе энергию мироздания, был украден у неё двенадцатью рыцарями-стражами и переправлен на Землю. Квинтесса говорит, что планета Земля — это древний враг Кибертрона, Юникрон, и что только его жизненная энергия позволит возродить Кибертрон. Чтобы использовать эту энергию, необходимо найти посох. Квинтесса гипнотизирует Оптимуса, даёт ему новое имя — Немезис Прайм — и отправляет его обратно на Землю.
Тем временем Леннокс и СЛТ встречаются в пустыне с Мегатроном для сделки. Тот требует освободить членов своей команды десептиконов — Могавка, Дрэдбота, Нитро-Зевса, Берсерка и Онслота — в обмен на жизни двух агентов ЦРУ. Освобождают всех, кроме Берсерка. Отряд Мегатрона вместе с бойцами СЛТ нападает на убежище Йегера в Южной Дакоте, чтобы забрать у него талисман. Йегеру вместе с Дрифтом, Кроссхейрсом, Хаундом и Гримлоком удаётся сбежать от преследователей. Попутно автоботы ликвидируют Могавка, Онслота и Дрэдбота. Мегатрону и остальным удаётся сбежать.
Во время хаоса последовавшей битвы к Йегеру подошёл Когман, трансформер — представитель британского лорда, сэра Эдмунда Бертона. Он берёт Кейда и Бамблби с собой в Англию, чтобы встретиться с его хозяином в замке Алник. Там Йегер также встречает Вивиан Уэмбли, профессора Оксфорда, которую Бертон похитил с помощью автобота Хот Рода. Бертон объясняет, что он является последним живым членом ордена Уитвиканцев (Witwiccan order), древнего братства, посвященного охране тайной истории трансформеров на Земле. Самые значимые события в истории человечества так или иначе были связаны с трансформерами. Бертон рассказывает о пророчестве про «последнего рыцаря» и объясняет Вивиан, что она является прямым потомком Мерлина, и только ей по силу управлять посохом Квинтессы, чтобы спасти Землю от гибели. Рассказ Бертона прерывают прибывшие отряды МИ-6 и СЛТ.
Убегая от СЛТ, Йегер и Уэмбли следуют подсказкам, оставленным отцом последней, которые ведут их, Бамблби и Когмана, к подводной лодке «HMS Alliance», которая оказывается огромным трансформером. На ней они погружаются в глубины Атлантического океана, чтобы найти затонувший корабль рыцарей Кибертрона, а морпехи, вместе с Ленноксом и Сантосом, следуют за ними. Тем временем Кибертрон прибывает к Земле, до этого пропахав Луну, и начинаются повсеместные разрушения из-за стыковки с планетой, в результате которых гибнут миллионы людей.
Кейд и Вивиан добираются до корабля, в котором они обнаруживают гробницу Мерлина и посох, но морпехи настигают их. Уэмбли активирует персонал корабля, и тот поднимается на поверхность. Несколько рыцарей пробуждаются и атакуют их. Атака прервана прибытием Оптимуса, который требует отдать ему посох, грозясь убить Вивиан. Оптимус забирает посох, но Бамблби пытается ему помешать. Корабль поднимается на поверхность, и битва переходит на открытый воздух. В последний момент у Бамблби возвращается его голос, звука которого было достаточно, чтобы вернуть Прайма и освободить его разум от контроля Квинтессы. Через мгновение на корабль прибывает Мегатрон, и крадёт посох, признаваясь, что всё это время также работал на Квинтессу. Поскольку Мегатрон убегает, Рыцари атакуют Оптимуса, осуждая за его предательство, и собираются его казнить, но Йегер, чей талисман становится мечом Экскалибура, останавливает казнь. Понимая, что он последний рыцарь, рыцари уступают Йегеру, который призывает Оптимуса ещё раз защитить Землю.
Мегатрон прибывает вместе с десептиконами в Стоунхендж и активирует его, чтобы Квинтесса смогла истощить жизненную силу Земли, охладив земное ядро. Когда британские военные начинают бой, Мегатрон стреляет в Бертона, который умирает на руках Когмана. Мегатрон доставляет посох Квинтессе и та начинает процесс возрождения в камере зажигания. Используя корабль, приобретенный автоботом Дейтрейдером, автоботы вместе с Изабеллой прибывают, чтобы присоединиться к бою. Они вместе с военными, Кейдом и Вивиан приземляются на Кибертрон и начинают сражение с десептиконами Мегатрона и инферноконами Квинтессы. Оптимус и его автоботы, подкрепленные рыцарями в форме дракона, побеждают своих врагов. Оптимус лично побеждает Мегатрона, отрубая ему руку своим мечом и сбрасывая с камеры зажигания, в то время как Бамблби стреляет в Квинтессу и взрывает голову Нитро-Зевса. Уэмбли вытаскивает посох, останавливая разрушение Земли, но оставляя две планеты связанными. Попутно Оптимус спасает Йегера и Вивиан. Оптимус заявляет, что люди и Трансформеры должны работать вместе, чтобы восстановить свои миры, и отправляет сообщение, призывающее всех оставшихся в живых автоботов вернуться домой.
В сцене после титров учёные осматривают рог Юникрона, обнаруженный в пустыне. Выжившая и принявшая человеческий облик Квинтесса приходит и предлагает им способ уничтожить Юникрона.

## В ролях
| Актёр            | Роль                |
| ---------------- | ------------------- |
| Марк Уолберг     | Кейд Йегер          |
| Лора Хэддок      | Вивиан Уэмбли       |
| Джош Дюамель     | Уильям Леннокс      |
| Энтони Хопкинс   | сэр Эдмунд Бёртон   |
| Изабела Монер    | Изабелла / Иззи     |
| Сантьяго Кабрера | Сантос              |
| Джеррод Кармайкл | Джимми              |
| Джон Туртурро    | Сеймур Симмонс      |
| Гленн Моршауэр   | генерал Моршауэр    |
| Стэнли Туччи     | Мерлин              |
| Лиам Гэрриган    | Король Артур        |
| Гил Бирмингем    | Вождь Шерман        |
| Митч Пиледжи     | Лидер отряда СЛТ    |
| Тони Хейл        | инженер ЛРД         |
| Никола Пельтц    | Тесса Йегер (голос) |

| Актёр         | Роль                             |
| ------------- | -------------------------------- |
| Питер Каллен  | Оптимус Прайм (озвучка)          |
| Фрэнк Уэлкер  | Мегатрон (озвучка)               |
| Джемма Чан    | Квинтесса (озвучка)              |
| Эрик Аадал    | Бамблби (озвучка)                |
| Джим Картер   | Когман (озвучка)                 |
| Джон Гудмен   | Хаунд (озвучка)                  |
| Кэн Ватанабэ  | Дрифт (озвучка)                  |
| Джон Ди Маджо | Кроссхейрс, Нитро Зевс (озвучка) |
| Омар Си       | Хот Род (озвучка)                |
| Стив Бушеми   | Дэйтрейдер (озвучка)             |
| Рено Уилсон   | Сквикс, Могавк (озвучка)         |
| Том Кенни     | Уили (озвучка)                   |
| Джесс Харнелл | Баррикейд (озвучка)              |
| Марк Райан    | Бульдог (озвучка)                |
| Стивен Барр   | Волейбот (озвучка)               |

## Трансформеры

### Автоботы
- Оптимус Прайм — лидер автоботов. Трансформируется в модернизированный красно-синий Western Star 5700XE[13][14][15] 2014 года.
- Бамблби — верный соратник Оптимуса Прайма. Трансформируется в концептуальный жёлто-чёрный Chevrolet Camaro Concept (MkV)[14] 2016 года.
- Хот Род[16][17] — собрат Бамблби по оружию. Трансформируется в черно-оранжевый Lamborghini Centenario.
- Хаунд — заместитель Оптимуса Прайма, и новый оружейник автоботов. Трансформируется в Mercedes Benz Unimog U4000.
- Дрифт — автобот-трёхрежимник, и бывший десептикон. Трансформируется в [Mercedes-AMG GT|Mercedes AMG GTR]].
- Кроссхейрс — автобот-ученый. Трансформируется в Chevrolet Corvette Stingray C7.
- Когман[18] — хедмастер.
- Кэнопи[19].
- Сквикс[17][20] — крошечный автобот и единственный друг Изабеллы.
- Уили[21] — автобот мини-кон, выживший в битве за Чикаго. Трансформируется в радиоуправляемую машину.

### Диноботы
- Гримлок[17] — лидер диноботов, трансформируется в механического Тираннозавра[14]. Один из самых сильных воинов во вселенной. Превосходит Прайма в силе, но не в ловкости. В режиме динозавра может извергать огонь. В режиме робота вооружен булавой и шипованными палицами, в которые видоизменяются его руки.
- Слаг, трансформируется в механического Трицератопса[22]. В режиме робота вооружён булавой с шипами и тяжёлым мечом.
- Стрейф, трансформируется в механического двуглавого Птеранодона[22]. В режиме робота вооружён арбалетом и лёгким мечом.
- Мини-Диноботы[19][23]

### Рыцари Кибертрона
- Дрэгонсторм[24] — автобот, который трансформируется в летающего механического трехглавого дракона
- Стилбейн[25] — автобот, который трансформируется в механического Виверна

### Десептиконы
- Мегатрон[26] — лидер десептиконов
- Нитро Зевс[27]
- Баррикейд[28] — выживший в битве за Чикаго
- Онслот[29]
- Берсерк[30]
- Дрэдбот[31]
- Могавк[18]

### Другие
- Квинтесса[18]
- Инферникус

## Производство

### Создание

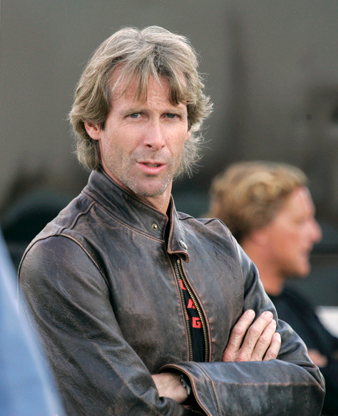
Майкл Бэй объявил, что это будет его последний фильм из серии «Трансформеры».

В марте 2015 года Deadline.com сообщил, что Paramount Pictures ведёт переговоры с обладателем премии «Оскар» Акивой Голдсманом (за лучший адаптированный сценарий к фильму), чтобы передать новые идеи для будущих Трансформеров. Студия намеревается сделать то, что Джеймс Кэмерон и 20th Century Fox не смогли сделать в трёх новых Аватарах, а также то, что Disney делает для того, чтобы возродить Star Wars с сиквелом и спин-оффом. Paramount Pictures хочет иметь свою собственную кинематографическую вселенную Трансформеров, похожими на Marvel, Marvel Cinematic Universe, Warner Bros и DC Universe Extended. Режиссёром выступит Майкл Бэй, исполнительным продюсером — Стивен Спилберг, а продюсером Лоренцо Ди Бонавентура. В июне 2015 было объявлено, что Акива Голдсман и Джефф Пинкнер напишут сценарий к фильму. Однако 20 ноября из-за занятости в других проектах Голдсман выбыл из проекта и Paramount начал вести переговоры с дуэтом Артуром Маркумом и Мэттом Холлоуэйем («Железный человек») и Кеном Ноланом («Чёрный ястреб»). В апреле оператором был выбран Джонатан Села.
После того, как вышел фильм «Трансформеры: Эпоха истребления», Бэй решил не снимать сиквел. Но в начале января 2016 года в интервью Rolling Stone, он подтвердил, что вернётся в качестве режиссёра пятого фильма о Трансформерах, но это будет его последний фильм.
17 мая Бэй на своей странице в Instagram представил официальное название фильма — «Трансформеры: Последний рыцарь», а также показал крупным планом лицо Оптимуса Прайма. 31 мая 2016 года было объявлено, что Мегатрон вернётся в сиквеле.

### Кастинг
В декабре 2015 года Марк Уолберг подтвердил, что он вернется для продолжения съемок фильма. В феврале 2016 года в Лос-Анджелесе и Лондоне проходили кастинги, для поиска второстепенных ролей, а также Питер Каллен подтвердил, что он будет озвучивать Оптимуса Прайма. Сообщалось, что будет задействовано около 850 актёров и съемочной группы, 450 из которых будут жителями штата Мичиган. 13 апреля 2016 года Entertainment News сообщил, что Изабела Монер вела переговоры об участии фильма на роль Изабеллы. 17 мая 2016 года было подтверждено, что Джош Дюамель повторит свою роль в фильме (полковник Уильям Леннокс), а также к фильму присоединится актёр Джеррод Кармайкл. В июне 2016 года Энтони Хопкинс, Митч Пиледжи и Сантьяго Кабрера присоединились к актёрскому составу, а 28 июня 2016 года было подтверждено, что Тайриз Гибсон повторит свою роль в фильме (сержант Роберт Эппс). Тем не менее, он не смог появиться в фильме из-за занятости на съёмках «Форсаж 8». Лора Хэддок была выбрана на роль Вивиан Уэмбли. В августе 2016 года стало известно, что Лиам Гэрриган исполнит роль Короля Артура (эту же роль он играл в телесериале «Однажды в сказке»). Тогда же стало известно, что Марк Райан вернётся в фильм для озвучивания персонажей. 4 сентября 2016 Стэнли Туччи подтвердил, что вернётся в фильм. 14 октября 2016 года стало известно, что Джон Туртурро вернется к роли Сеймура Симмонса. Также стало известно, что Джон Гудмен вернется в фильм, чтобы озвучить трансформера Хаунда.

### Съёмки фильма
Съёмки начались 25 мая 2016 года в Гаване, Куба. Съёмки фильма также начались 6 июня 2016 года, в Финиксе, штат Аризона и 19 июня 2016 года, в Детройте, штат Мичиган и Лондоне под рабочим названием E75. Также несколько кадров были сняты в Чикаго, штат Иллинойс. В Детройте съёмки проходили на киностудии «Motown Motion Picture Studios», на заброшенном заводе «Packard Automotive Plant», на «Мичиганской Центральной станции», в баре «Speakeasy Cafe D’Mongo» и в казино «MGM Grand Detroit».

### Эффекты
Как и в предыдущих частях, за создание визуальных эффектов отвечала компания Industrial Light & Magic.

### Релиз
6 декабря 2016 года вышел первый трейлер.

## Реакция и критика
При бюджете 217 млн долларов фильм собрал в мировом прокате 605,4 млн долларов, и хотя это положительный результат, он оказался наименьшим в серии.
Фильм имеет крайне низкий рейтинг критиков на агрегаторе Rotten Tomatoes — 16 %, а также невысокий зрительский — 45 %.
Фильм получил 9 номинаций на премии «Золотая малина» (2018) — «Худший фильм», «Худший сценарий», «Худший режиссёр» и «Худший ремейк, пародия или сиквел».